# Медаль независимости (1950)
Медаль Независимости 1950 года (англ. Independence Medal – 1950) — государственная награда Индии, учреждённая для всех сотрудников полицейских сил страны, находившихся на службе 26 января 1950 года — в день провозглашения Индии республикой и обретения полной независимости (до этого, с 15 августа 1947 года, Индия имела статус доминиона).

## История
Медаль была учреждена в честь провозглашения независимости Индии. В отличие от многих других наград, она не изготавливалась централизованно. Большинство экземпляров производились местными мастерскими, и полицейские могли приобретать их самостоятельно или получать от своих подразделений. Это привело к значительным вариациям в дизайне и качестве изготовления медали.

## Описание
Круглая медаль имеет диаметр 36 мм и сделана из медно-никелевого сплава. В центре аверса центре изображён государственный герб Индии, окружённый надписью «INDEPENDENCE MEDAL / 26th JANUARY 1950». Подвеска выполнена в виде прямой планки без вращающегося кольца. Именные гравировки, как правило, отсутствуют. В центре реверса — колесо Ашоки (Ашока чакра), помещённое в венок из лотосов. В нижней части расположена надпись «POLICE».
Ширина шёлковой ленты — 32 мм. Основной цвет красный (полосы 8,5 мм слева и справа), в центре три полосы: тёмно-синяя (2 мм), оранжевая (9 мм), тёмно-синяя (2 мм).

## Порядок ношения
Медаль носится на левой стороне груди. Старшая награды — Медаль Независимости Индии, младшая — Медаль «75 лет независимости Индии»